# Доніфен (Міссурі)
Доніфен (англ. Doniphan) — місто (англ. city) в США, в окрузі Ріплі штату Міссурі. Населення — 1781 особа (2020).

## Географія
Доніфен розташований за координатами 36°37′24″ пн. ш. 90°49′19″ зх. д. / 36.62333° пн. ш. 90.82194° зх. д. (36.623355, -90.821860).  За даними Бюро перепису населення США в 2010 році місто мало площу 3,57 км², уся площа — суходіл.

### Клімат
| Клімат : Доніфен      | Клімат : Доніфен | Клімат : Доніфен | Клімат : Доніфен | Клімат : Доніфен | Клімат : Доніфен | Клімат : Доніфен | Клімат : Доніфен | Клімат : Доніфен | Клімат : Доніфен | Клімат : Доніфен | Клімат : Доніфен | Клімат : Доніфен | Клімат : Доніфен |
| Показник              | Січ.             | Лют.             | Бер.             | Квіт.            | Трав.            | Черв.            | Лип.             | Серп.            | Вер.             | Жовт.            | Лист.            | Груд.            | Рік              |
| Середній максимум, °C | 7,8              | 10,0             | 15,0             | 21,7             | 25,6             | 30,6             | 32,8             | 31,7             | 27,8             | 21,7             | 15,0             | 8,9              | 20,0             |
| Середній мінімум, °C  | −4,4             | −2,2             | 0,6              | 6,7              | 10,6             | 15,6             | 17,8             | 17,8             | 12,8             | 5,6              | 0,6              | −3,3             | 5,6              |
| Норма опадів, мм      | 94               | 86               | 117              | 127              | 122              | 102              | 97               | 99               | 97               | 81               | 107              | 94               | 1219             |
| --------------------- | ---------------- | ---------------- | ---------------- | ---------------- | ---------------- | ---------------- | ---------------- | ---------------- | ---------------- | ---------------- | ---------------- | ---------------- | ---------------- |
| Джерело: Weatherbase  |                  |                  |                  |                  |                  |                  |                  |                  |                  |                  |                  |                  |                  |

## Демографія
Згідно з переписом 2010 року, у місті мешкало 1997 осіб у 852 домогосподарствах у складі 485 родин. Густота населення становила 560 осіб/км².  Було 966 помешкань (271/км²).
Расовий склад населення:
| - 96,6 % — білих - 0,8 % — азіатів - 0,6 % — корінних американців - 0,2 % — чорних або афроамериканців |

До двох чи більше рас належало 1,1 %. Частка іспаномовних становила 1,7 % від усіх жителів.
За віковим діапазоном населення розподілялося таким чином: 24,5 % — особи молодші 18 років, 52,8 % — особи у віці 18—64 років, 22,7 % — особи у віці 65 років та старші. Медіана віку мешканця становила 39,4 року. На 100 осіб жіночої статі у місті припадало 82,4 чоловіків;  на 100 жінок у віці від 18 років та старших — 76,2 чоловіків також старших 18 років.
Середній дохід на одне домашнє господарство  становив 42 277 доларів США (медіана — 33 472), а середній дохід на одну сім'ю — 48 655 доларів (медіана — 44 318). Медіана доходів становила 40 677 доларів для чоловіків та 28 254 долари для жінок. За межею бідності перебувало 25,5 % осіб, у тому числі 34,8 % дітей у віці до 18 років та 18,5 % осіб у віці 65 років та старших.
Цивільне працевлаштоване населення становило 984 особи. Основні галузі зайнятості: освіта, охорона здоров'я та соціальна допомога — 35,7 %, виробництво — 13,7 %, роздрібна торгівля — 10,6 %, науковці, спеціалісти, менеджери — 9,1 %.